# Giuseppe Morozzo Della Rocca
Giuseppe Morozzo Della Rocca (Torino, 12 marzo 1758 – Novara, 22 marzo 1842) è stato un cardinale e arcivescovo cattolico italiano.

## Biografia
Nato a Torino il 12 marzo 1758, Giuseppe Morozzo Della Rocca era membro di una nobile famiglia piemontese: suo padre era infatti Giuseppe Francesco Morozzo della Rocca, marchese di Brianzè, e sua madre la contessa Lodovica Cristina Bertone Balbis di Sambuy.
Laureatosi in teologia, fu rettore dell'università di Torino. Ordinato presbitero il 14 marzo 1802, fu elevato arcivescovo titolare di Tebe il 29 marzo dello stesso anno; nominato nunzio apostolico presso il re d'Etruria Ludovico di Borbone (11 maggio 1802), fu poi segretario della Congregazione dei vescovi e regolari a partire dal 2 dicembre 1807.
Creato cardinale durante il concistoro ordinario dell'8 marzo 1816 da Pio VII, fu scelto quale vescovo di Novara da re Vittorio Emanuele I l'8 agosto 1817 (secondo il privilegio di nomina accordato ai re di Sardegna dal Concordato con la Santa Sede), venendo confermato dal papa (con il titolo personale di arcivescovo) il 1º ottobre 1817.
Egli ottenne dal re di Sardegna con lettere patenti datate 7 ottobre 1817 l'erezione del titolo di marchese di Vespolate, portato dai vescovi di Novara dal 1767, a quello di principe, andato ad aggiungersi a quello di "principe di San Giulio e Orta" (anch'esso concesso ai vescovi novaresi nel 1767). Egli e i suoi successori, così, si intitolarono principi di San Giulio e Orta e principi di Vespolate.
Nel 1832 venne nominato visitatore e delegato apostolico di tutti gli ordini regolari esistenti nel Regno di Sardegna. Inoltre organizzò i seminari e ripristinò le strutture territoriali e amministrative della diocesi.
Morì a Novara il 22 marzo 1842, all'età di 84 anni. È sepolto nel selpocro dei vescovi della Chiesa cattedrale di Novara, ai piedi dell'altare.

## Genealogia episcopale e successione apostolica
La genealogia episcopale è:
- Cardinale Scipione Rebiba
- Cardinale Giulio Antonio Santori
- Cardinale Girolamo Bernerio, O.P.
- Arcivescovo Galeazzo Sanvitale
- Cardinale Ludovico Ludovisi
- Cardinale Luigi Caetani
- Cardinale Ulderico Carpegna
- Cardinale Paluzzo Paluzzi Altieri degli Albertoni
- Papa Benedetto XIII
- Papa Benedetto XIV
- Papa Clemente XIII
- Cardinale Giovanni Francesco Albani
- Cardinale Leonardo Antonelli
- Cardinale Giuseppe Morozzo Della Rocca

La successione apostolica è:
- Vescovo Francesco Leonini (1816)
- Vescovo Aloisio Gandolfi, C.M. (1816)
- Arcivescovo Paolo Leardi (1817)
- Vescovo Francesco Alciati (1817)
- Vescovo Amedeo Bruno di Samone (1817)
- Vescovo Carlo Giuseppe Maria Sappa de' Milanesi (1817)
- Vescovo Carlo Francesco Carnevale (1819)
- Vescovo Dominique Galvano (1833)